# Arslan Hane

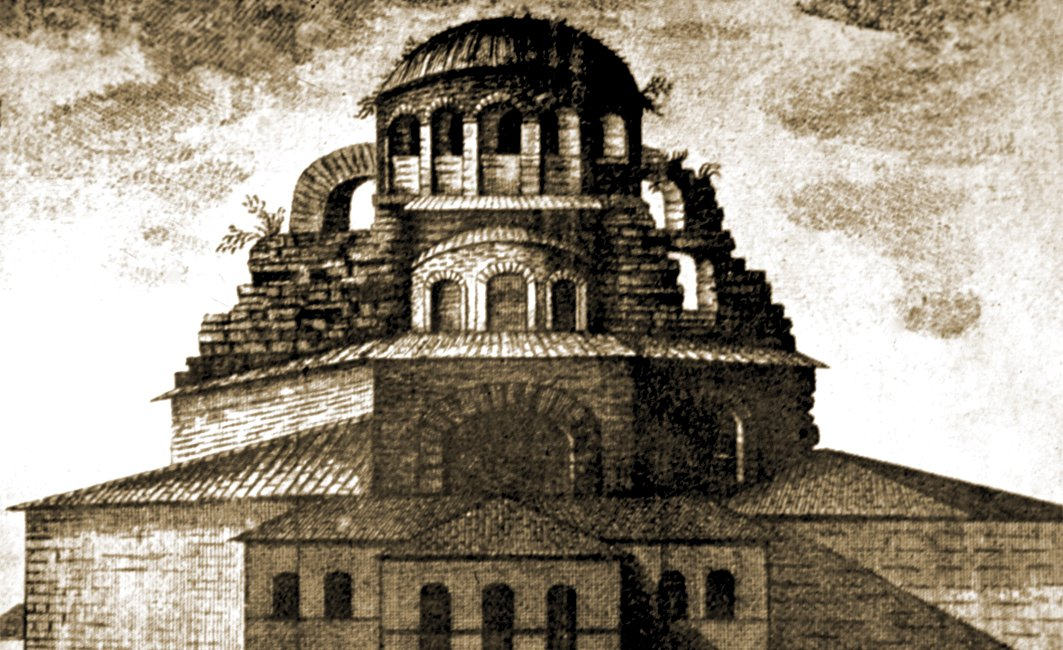
Arslan Hane in einer Zeichnung von Gugios Inciciyan. Die Zeichnung erschien 1804 in dem Buch Géographie des quatre parties du monde im Kloster San Lazzaro degli Armeni in Venedig.

Arslan Hane oder Arslanhane (dt. Löwenhaus) war eine byzantinische Kirche in Konstantinopel, die während der Zeit des Osmanischen Reiches profaniert wurde. Die Kirche war Christus Chalkites (griechisch Χριστός τῆς Χαλκῆς) geweiht, dessen Abbild seit Justinian II. über dem nahen Chalke-Torbau gemalt war. Das Tor, dessen Name wohl von den Türen oder Fliesen aus Bronze (griechisch chálkeos) stammt, war ein Empfangsgebäude des Großen Palastes von Konstantinopel. Das Obergeschoss der profanierten Kirche wurde bei einem schweren Brand stark beschädigt worden und 1804 abgerissen.

## Lage
Das Bauwerk stand im Viertel Sultanahmet im Istanbuler Stadtbezirk Fatih rund 200 Meter südlich der Hagia Sophia und unweit der Justinianssäule und nördlich des Chalke-Tores.

## Geschichte

### Byzantinisches Reich

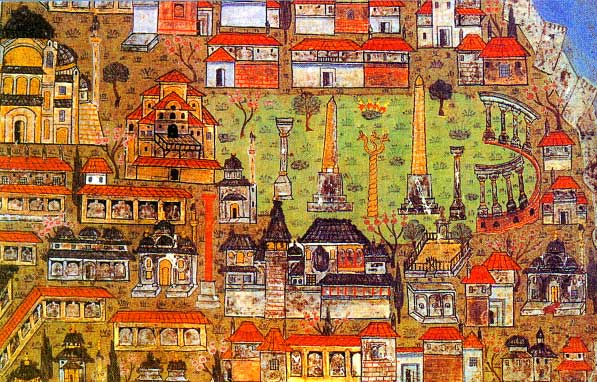
Miniaturmalerei des Hippodroms von dem Miniaturmaler Matrakçı Nasuh (1536). Das Arslan Hane ist das rotorange Gebäude zwischen Hippodrom und Hagia Sophia.

Der Patria Konstantinoupoleos zufolge ließ Kaiser Romanos I. im 10. Jahrhundert eine Kapelle errichten, die „Christus Chalkites“ geweiht war, dem Namen des Bildes, das am Eingang der Eingangshalle des Großen Palasts, dem Chalke-Torbau, verehrt wurde. Dieses Bild, eines der bedeutendsten religiösen Symbole der Stadt, spielte im byzantinischen Bilderstreit eine bedeutende Rolle. Die Kapelle war allerdings so klein, dass sie nicht mehr als fünfzehn Personen aufnehmen konnte und nur beschwerlich über eine Wendeltreppe zu erreichen war, was den Verdacht nahelegt, dass die Kapelle im Obergeschoss eines anderen Gebäudes, eventuell des Chalke selbst, gelegen haben muss. Im Jahr 971 erweiterte Kaiser Johannes Tzimiskes die Kapelle, baute eine zweigeschossige Kirche, um seinen Sieg gegen die Kiewer Rus zu feiern, und stattete das Kloster mit 50 Geistlichen aus. Das neue Gebäude, das teilweise aus dem Material der nahe gelegenen, bereits verfallenen Palastbäder tou oikonomíou errichtet wurde, wurde aufwendig dekoriert. Johannes I. wurde 976 in der Krypta der Kirche beigesetzt. Im Jahre 1183 wurde Andronikos I. hier zum Mitkaiser des jungen Alexios II. ausgerufen, der unmittelbar danach getötet wurde. Laut einem russischen Pilger war die Kirche im zweiten Viertel des fünfzehnten Jahrhunderts noch in Gebrauch.

### Osmanisches Reich
Nach der Eroberung Konstantinopels durch die Osmanen im Jahr 1453 wurde in der Nähe der Kirche eine Artilleriekaserne errichtet und die Kirche aufgegeben. Danach wurde die profanierte Kirche, wie die nahe gelegene Kirche St. Johannes am Dihippion, im Erdgeschoss als Menagerie genutzt. Im Gebäude waren wilde Tiere wie Löwen, Tiger und Elefanten untergebracht, die dem nahen Topkapı-Palast gehörten.
Zur gleichen Zeit wurden im Obergeschoss die Fenster zugemauert und die im Sultanspalast tätigen Maler und osmanischen Miniaturisten wohnten und arbeiteten hier (türkisch Nakkaş hane). Im Jahr 1741 beschädigte ein Brand im Areal um die Hagia Sophia das Gebäude sowie das nahe gelegene Haseki Hürrem Sultan Hamamı.
1802 brannte das Obergeschoss und 1804 wurde das Gebäude abgerissen. In den folgenden Jahren gab es eine Reihe von Bränden in den neuen Gebäuden auf dem Gelände, bis der Schweizer Architekt Gaspare Fossati in den Jahren 1846 bis 1848 hier den Hauptsitz der neuen Universität Istanbul baute.

## Beschreibung
Über die erste Kapelle ist nur bekannt, dass zwei Marmorsäulen, die für ihren Bau verwendet wurden, aus Thessaloniki hergebracht wurden. Eine Darstellung der Stadt in der Schedelschen Weltchronik von 1493, eine weitere von 1532, gemalt von Matrakçı Nasuh, und ein Stich in dem Geographiebuch Géographie des quatre parties du monde, das 1804 von dem Kloster San Lazzaro degli Armeni in Venedig veröffentlicht wurde, zeigen die einzigen drei existierenden Bilder der Kirche, wobei in letzterer das Gebäude bereits in Trümmern dargestellt ist. Es scheint aus Quader- und Ziegelsteinen erbaut worden zu sein und als Zentralbau mit zwei Stockwerken konzipiert worden zu sein, der von einer Kuppel überragt wurde. Das Obergeschoss wurde von zwei Halbkuppeln flankiert und von einer Terrasse begrenzt. Beide Stockwerke wurden von Fenstern beleuchtet. Im Inneren war die Kirche mit kostbaren Vasen und Ikonen (wie der berühmten Ikone Christi aus Beirut) geschmückt und reich verziert mit Gemälden und Mosaiken. Die Überreste dieser Ausstattung sowie Inschriften auf Griechisch waren im Inneren noch bis zum 18. Jahrhundert sichtbar. Kaiser Johannes Tzimiskes stattete die Kirche mit mehreren Reliquien aus, unter ihnen die angeblichen Sandalen von Jesus und Haare von Johannes dem Täufer. Sein mit Gold und Email geschmücktes Grab stand in der Krypta oder vor dem oberen Eingang.